# Jerzy Strzałkowski (dziennikarz)

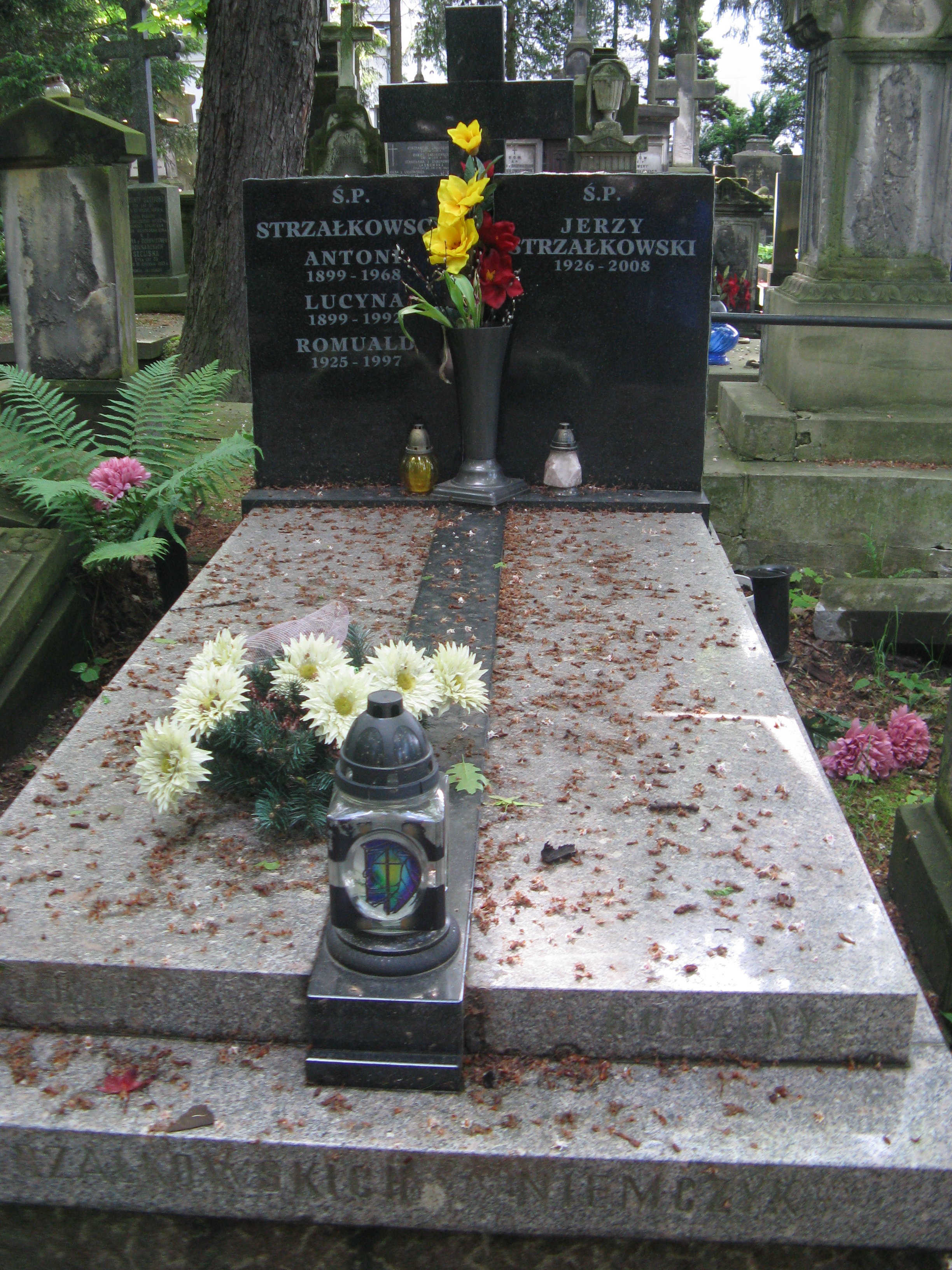
Grób Jerzego Strzałkowskiego na cmentarzu Powązkowskim

Jerzy Strzałkowski (ur. 1926, zm. 18 stycznia 2008) – polski dziennikarz i publicysta, redaktor między innymi „Robotnika”, „Po prostu” i „Życia Warszawy”.
W czasie II wojny światowej jako żołnierz AK był uczestnikiem powstania warszawskiego w szeregach pułku „Baszta”. Od 1947 r., pracował w zawodzie dziennikarza, był współpracownikiem Polskiego Radia i Telewizji, a także Wytwórni Filmów Dokumentalnych.
Pochowany 23 stycznia 2008 r., na cmentarzu Powązkowskim w Warszawie (kw. 5-3-10).

## Odznaczenia
- Krzyż Walecznych